# Run (I'm a Natural Disaster)
Pour les articles homonymes, voir Run.
Singles de Gnarls Barkley
"Who Cares?" / "Gone Daddy Gone"
(2006) "Who's Gonna Save My Soul"
(2008)
Run (I'm a Natural Disaster) (ou simplement Run) est le 1er single extrait du 2e album des Gnarls Barkley, The Odd Couple. Le single a d'abord été disponible sur Internet dès le 5 février 2008 sur iTunes Store. Il ne sera commercialisé en CD que le 31 mars 2008.

## Le clip
Le vidéo clip du single a été diffusé pour la première fois sur MTV Overdrive le 29 février 2008. On y retrouve les 2 compères de Gnarls Barkley, Cee-Lo qui chante derrière un vieux microphone et Danger Mouse. Ils sont réunis dans une émission de télévision américaine appelée « City Vibin' » . Le présentateur du show est d'ailleurs joué par Justin Timberlake, qui fait une petite apparition.
Le clip se démarque aussi par ses effets de flash et de spirales d'hypnose. Cela lui a valu une interdiction de passage en télévision au Royaume-Uni car il n'a pas passé les tests pour l'épilepsie. Les effets spéciaux ont donc été supprimés pour un passage sans risque à la TV.